# Ploidia
Con ploidia (dal greco plòos=copia + éidos=aspetto, cioè configurazione [numerica] di copie [del corredo genetico]) si indica genericamente il numero delle serie (omologhe) di cromosomi  presenti in una cellula. Ogni serie si simboleggia con la lettera N: una cellula con una sola serie di cromosomi avrà ploidia 1 (indicata con 1N) e si dirà dunque aploide; di una cellula in cui ogni cromosoma ha un omologo si dirà che ha 2N ovvero è diploide. Una cellula con più di due serie di cromosomi (3N, 4N…) si dirà poliploide. L'aggettivo aploide viene dalla combinazione di quello greco ἁπλόος (haplòos), semplice, singolo, con il suffisso -ειδής (eidès), da εἶδος (éidos), aspetto.
Facendo il caso dell'organismo umano, la aploidia (1N) e la diploidia (2N) sono condizioni che si definiscono di euploidia (buona ploidia). Infatti abbiamo, normalmente, cellule aploidi da 23 cromosomi, che sono quelle della linea germinale (spermatozoi e ovuli), e cellule diploidi, che costituiscono tutte le cellule tissutali (46 cromosomi, 23 coppie di omologhi).
Nel caso di una cellula con più nuclei diploidi, non si può parlare di poliploidìa, in quanto sono i singoli nuclei a determinare la definizione di ploidìa, tipica degli eucarioti. Ad esempio, una cellula con più nuclei diploidi non sarà una cellula poliploide, ma semplicemente una cellula diploide polinucleata. 
La poliploidia 3N, 5N, ecc. nell'uomo non è una condizione normale mentre in alcune piante diversissime poliploidie possono essere la norma.
La aneuploidia è la condizione in cui il numero totale di cromosomi in un nucleo non è un multiplo di N (patrimonio aploide). Nell'uomo si possono verificare anomalie genomiche con eliminazione (monosomia) o aggiunta (trisomia) di un cromosoma, quindi si hanno 45 o 47 cromosomi. Anche le cellule tumorali acquisiscono, frequentemente, forme di aneuploidia.
Altri termini connessi con il concetto di ploidia sono:
- autopoliploidia: condizione di un organismo (di solito vegetale) nel quale tutto il corredo cromosomico poliploide deriva da una singola specie (quella propria dell'organismo)
- allopoliploidia: condizione di un organismo (solitamente vegetale) nel quale il corredo cromosomico poliploide deriva da due o più specie
- nulliploidia: cellula senza nessun cromosoma 0N (globuli rossi e piastrine umani)